# Seznam jezer v Bělorusku
Největší jezera v Bělorusku (bělorusky jezero – возера). V Bělorusku se nachází přibližně 10 700 jezer. Z nich 1351 je větších než 0,1 km² a 279 větších než 1 km². Tabulka obsahuje největší jezera bez běloruských přehrad seřazena podle rozlohy.
| jezero            | rozloha (km²) | poloha (m n. m.) | hloubka (m) | oblast   |
| ----------------- | ------------- | ---------------- | ----------- | -------- |
| Narač             | 79,6          | 165              | 24,8        | Minská   |
| Asvějské jezero   | 52,8          | 129,8            | 7,5         | Vitebská |
| Červené jezero    | 43,7          | 136              | 4           | Homelská |
| Lukomalské jezero | 37,7          | 165,1            | 11,5        | Vitebská |
| Dryvjaty          | 36,1          | 130              | 12          | Vitebská |
| Něščarda          | 27,4          | 147,7            | 8           | Vitebská |
| Vyhanavské jezero | 26            | 153,1            | 2,3         | Brestská |
| Svir              | 22,3          | 149,8            | 8,7         | Minská   |
| Snudy             | 22            | 129,6            | 16,5        | Vitebská |
| Černé             | 17,7          | 142,6            | 2,5         | Brestská |
| Mjaděl            | 16,2          | 159,0            | 24,6        | Minská   |
| Jezerišče         | 15,4          | ?                | 11,5        | Vitebská |
| Seljava           | 15            | ?                | 17,6        | Minská   |
| Boginské jezero   | 13,2          | ?                | 15          | Vitebská |
| Strusta           | 13            | ?                | 23          | Vitebská |
| Mjastra           | 13            | ?                | ?           | Minská   |
| Losvida           | 11,4          | ?                | 20,2        | Vitebská |
| Lepelské jezero   | 10,2          | ?                | 23          | Vitebská |
| Drysvjaty         | 10,0          | 141,6            | 31          | Vitebská |
| Višněvské jezero  | 10            | ?                | 6,3         | Minská   |
| Riču              | 6,923         | ?                | 51,9        | Vitebská |